# اتحاد الرغبي
اتحاد الرغبي أو رغبي 15 هي أحد الفرعين الرئيسيين لرياضة الرغبي، مكونة من 15 لاعباً بخلاف لعبة دوري الرجبي المكونة من 13 لاعباً. هي الأكثر انتشارا وشعبية والمعتمدة من طرف الاتحاد العالمي للرجبي في بطولة كأس العالم للرجبي.

## الهيئات الرياضية

الأعضاء والنقابات المنتسبة
أعضاء الهيئة

الهيئة الإداريَّة الدوليَّة لاتحاد الرجبي أو عالم الرجبي هي الهيئة الدوليَّة المسؤولة عَن تَنظِيم اِتِحَاد الرجبي والأَلعَاب المُرتبطة بِه مِثل سباعيات الرغبي،  يقع مَقَرها الرَئِيسيّ في دبلن الأيرلنديَّة. تأسّست الهيئة في عام 1886، وتعمل على تَنظِيم الرِياضَة في جَمِيع أنحاء العَالَم، وتنشر قَوَانِين اللعبة وتصنيفاتها. وينتسب للهيئة 119 اتحادًا، مِنهَا 101 عضو كامل، و18 عضو منتسب،  وتدير الهيئة الإداريَّة الدوليَّة لاتحاد الرجبي كأس العالم للرجبي،  و«كأس العَالَم للرجبي للسيدات»،  و«بطولة كأس العَالَم للرجبي»،  و«سِلسِلَة سباعيات الرغبي العالميَّة»،  و«سِلسِلَة بطولة العَالَم لسباعيات الرجبي للسيدات»،  و«بطولة العَالَم للرجبي تحت 20 سنة»،  و«كأس العَالَم للرجبي تحت 20 سنة»،  و«كأس الأُمَم»،  و«كأس أُمَم المُحِيط الهَادِئ».
تتكون الهيئة الإداريَّة الدوليَّة لاتحاد الرجبي من ستة اتحادات إقليمية:
- رجبي إفريقيا، الاتِحاد الأفريقيّ للرجبي سابقًا (CAR).[13]
- رجبي آسِيَا، الاتِحاد الآسيوي لكرة الرجبي سابقًا (ARFU).[14]
- رجبي أَمرِيكا الشماليَّة، المعروف سابقًا بِاِسم رابطة الرجبي الكاريبيَّة بأمريكا الشماليَّة (NACRA).[15]
- رجبي أُورُوبّا، المعروف سابقًا بِاِسم الرابِطَة الأوروبيّة للرجبي (FIRA-AER).[16]
- رجبي أوقيانوسيا، اِتِحَاد أوقيانوسيا للرجبي سابقًا (FORU).[17]
- رجبي أَمرِيكا الجنوبيَّة، المعروف سابقًا بِاِسم اِتِحَاد أَمرِيكا الجنوبيَّة للرجبي (CONSUR).[18]

يُعتبر «سانزار» (بالإنجليزية: SANZAAR)‏ والّذِي يرمز اسمه إلى (جَنُوب إفريقيا ونيوزيلندا وأُستراليا والأرجنتين)، مَشرُوع مُشتَرَك بَين اتحادات الرجبي في جَنُوب أفريقيا، ونيوزيلندا، وأُستراليا والأرجنتين، يُدير المَشرُوع المُشتَرَك «سوبر رجبي»، و«بطولة الرجبي»،  أصبَح «اِتِحَاد الرجبي الأرجنتيني» عضوًا كاملاً في سانزار في عام 2016 عَندَمَا شَارَك في سوبر رجبي.
تشرف الاتحادات الوطنيَّة على اِتِحَاد الرجبي داخل بلدانها، وتنتمي إلى الهيئة الإداريَّة الدوليَّة لاتحاد الرجبي. ويضّم مَجلِس الهيئة الإداريَّة الدوليَّة لاتحاد الرجبي 40 مقعدًا مُنذ عام 2016.

## الوُصُول العالميّ

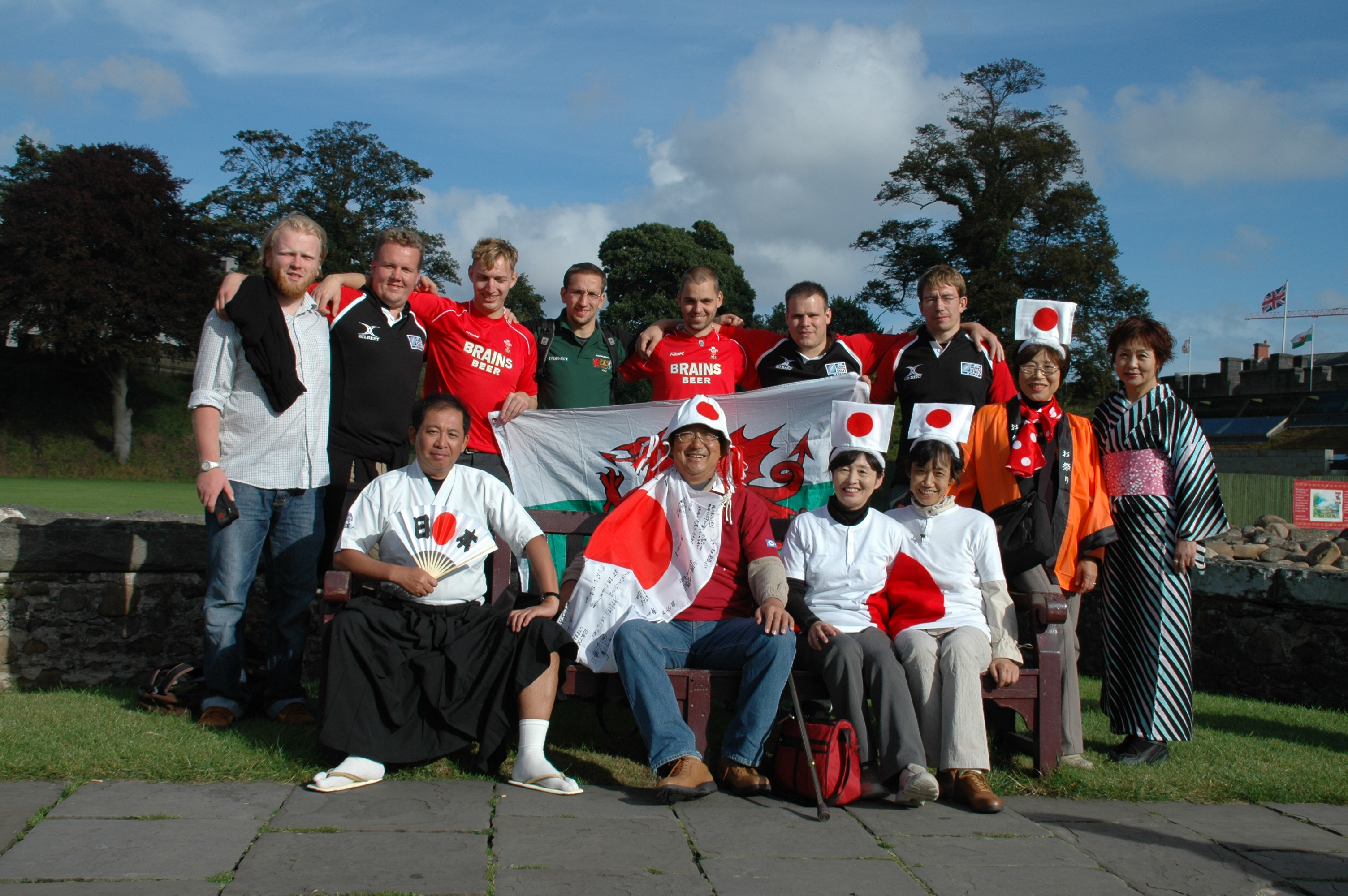
مشجعو الرجبي اليابانيون والويلزيون في كارديف، ويلز في سبتمبر 2007

تُعتبر «إنجلترا» من أول الدُّوَل الّتِي اعتمدت اِتِحَاد الرجبي، وتبعها كلّ من اسكتلندا، وأيرلندا وويلز، ويعود الفضل في انتشار اِتِحَاد الرجبي كرياضة عالمية إلى المغتربين البريطانييّن والعسكريّين وطلاب الجامعات في الخارج، وأسس المُقيمين البريطانييّن في لوهافر أول ناد للرجبي في فرنسا في عام 1872، بينما سجلت الأرجنتين في العَام التالي مباراتها الأولى «بانكس» ضدَّ «سيتي» في بوينس آيرس.
تبنت سبع دُوِل اِتِحَاد الرجبي كرياضة وَطَنِيّة، وهي فيجي،  وجورجيا، ومدغشقر،  ونيوزيلندا،  وساموا،  وتونغا،  وويلز.

## الاتحادات المحترفة
يوضح الجدول التالي منافسات اتحاد الرجبي الاحترافية وشبه الاحترافية.
| المسابقة                     | الفرق | البلدان                                                                          | متوسط الحضور       |
| ---------------------------- | ----- | -------------------------------------------------------------------------------- | ------------------ |
| سوبر رغبي                    | 10    | نيوزيلندا (5)، أستراليا (5)                                                      | 20384              |
| دوري الرغبي الممتاز          | 12    | إنجلترا                                                                          | 15.065             |
| الدوري الياباني للرجبي واحد  | 16    | اليابان                                                                          | 14,952 (2020)      |
| توب 14                       | 14    | فرنسا                                                                            | 14,055 (2019-2020) |
| كوريكوب                      | 9     | جنوب أفريقيا                                                                     | 11,125             |
| بطولة اتحاد الرغبي           | 16    | أيرلندا (4)، ويلز (4)، اسكتلندا (2)، إيطاليا (2) جنوب أفريقيا (4)                | 8586               |
| ميتري 10 كوب                 | 14    | نيوزيلندا                                                                        | 7,203              |
| رجبي برو دي 2                | 16    | فرنسا                                                                            | 4222               |
| بطولة آر إف يو               | 12    | إنجلترا                                                                          | 2738               |
| دوري الرغبي الرئيسي          | 13    | كندا (1)، الولايات المتحدة (12)                                                  | 2300               |
| إن آر سي                     | 8     | أستراليا (7)، فيجي (1)                                                           | 1450               |
| ديدي 10                      | 10    | جورجيا                                                                           | -                  |
| دوري الرجبي الممتاز          | 10    | روسيا                                                                            | -                  |
| سوبر ليغا                    | 7     | رومانيا                                                                          | -                  |
| جلوبال رابيد رجبي            | 6     | أستراليا؛ (1)، الصين (1)، فيجي (1)، هونغ كونغ (1)، ماليزيا (1)، ساموا (1)        | -                  |
| دوري الرغبي الأمريكي الممتاز | 6     | الأرجنتين (1)، أوروغواي (1)، البرازيل (1)، تشيلي (1)، باراغواي (1)، كولومبيا (1) | -                  |